# الرقاص (فلم)
الرقاص هو فيلم تلفزيوني مغربي من إخراج عز العرب العلوي سنة 2010، و بطولة كل من محمد الأثير، رفيق بوبكر، أمل الأطرش، مصطفى الزعري، صلاح الدين بنموسى، وآخرون.

## القصة
«عباس» ساعي بريد متقاعد عاش جل حياته باستهتار ولم يتحمل قط أية مسؤولية، حيث لم يكن مستقيما في تعامله مع الأشخاص الذين يعرفهم والذين لا يعرفهم على حد سواء. إلا أنه ابتلي بمصيبة لم تخطر له على بال، ليجد نفسه محكوما عليه بالإعدام لقتله شخصا في حادث مرور.
قبل يوم من إعدامه، زاره شبح في زنزانته وعقد معه اتفاقا مضمونه أن يبحث عن كل أولئك الذين أساء إليهم أو خدعهم أو سرقهم وينال عفوهم. فقط آنذاك يمكنه أن ينجو من الإعدام، لينطلق عباس في رحلة فريدة مليئة بالتحديات للبحث عن كل الأشخاص الذين أساء لهم ويطلب الغفران منهم.

## طاقم التمثيل
- محمد الأثير في دور عباس
- رفيق بوبكر في دور الفاشل
- أمل الأطرش في دور محجوبة
- مصطفى الزعري في دور المؤذن
- صلاح الدين بنموسى في دور لحسن
- عز العرب الكغاط في دور الشبح
- زهور المعمري في دور الخالة الضاوية
- جمال لعبابسي في دور حارس السجن
- فاطمة هراندي في دور والدة إحدى الضحايا

## جوائز
فاز الفيلم بجائزة أحسن سیناریو، وجائزة أحسن دور رجالي لمحمد الأثير، وذلك في الدورة الأولى لمھرجان الفیلم التلفزیوني.